# Валмала
Валма̀ла (на италиански и на пиемонтски: Valmala; на окситански: Varmala, Вармала) е село в Северна Италия, община Буска, провинция Кунео, регион Пиемонт. Разположено е на 831 m надморска височина.